# Kim Il (politico nordcoreano)
Kim Il (Provincia di Hamgyong, 20 marzo 1910 – Bucarest, 9 marzo 1984) è stato un politico nordcoreano, Primo ministro della Corea del Nord (Presidente del Consiglio di amministrazione) dal 1972 al 1976, e Vicepresidente dal 1976 al 1984.

## Biografia
Kim nacque nella Provincia di Hamgyong il 20 marzo 1910. Secondo l'agenzia di stampa nordcoreana KCNA, Kim entrò a far parte del sotterraneo Partito Comunista di Corea nel 1932 e prese parte alla guerriglia contro l'occupazione giapponese della Corea dal 1935. In seguito alla proclamazione d'indipendenza della Repubblica Popolare Democratica di Corea nel 1948, servì nel politburo del Partito del Lavoro di Corea. In seguito venne nominato anche in diverse cariche militari. Nel 1954, divenne ministro dell'agricoltura e della silvicoltura nel gabinetto di governo nordcoreano al posto di Pak Mun-gyu. Nel 1956 fu il primo politico ad essere nominato vice-primo ministro della Corea del Nord.
Kim prese parte alle negoziazioni in tema economico e militare tra la Corea del Nord e l'Unione Sovietica. Al marzo 1967, dichiarò la fine degli accordi militari ed economici con Mosca. Nel 1972 venne nominato primo ministro carica che mantenne fino alle sue dimissioni il 30 aprile 1976 per motivi di salute.
Dal 1976 servì come vicepresidente della Corea del Nord. Venne nominato in questa carica dall'Assemblea popolare suprema nel maggio di quell'anno e servì in questa carica fino alla sua morte. Venne eletto nel presidium durante il VI Congresso del Partito del Lavoro di Corea.
Kim passò la maggior parte del tempo tra il 1982 e il 1983 a ricevere trattamenti medici in Romania. Morì il 9 marzo 1984 all'età di 73 anni. La sua morte è considerata come l'evento che messo fine al periodo di dominio della "vecchia guardia" dei leader politici nordcoreani che erano stati al fianco di Kim Il-sung prima della sua ascesa al potere. Secondo quanto riferito era stato critico nei confronti del figlio di Kim Il-sung, Kim Jong-il.